# Медеу (урочище)
Меде́у, також Меде́о (каз. Медеу — надія; підтримка; опора) — високогірне урочище, курортна місцевість в Казахстані у 16 км на південь від Алмати, в долині річки Кіші Алмати (Мала Алматинка) та північних передгір'ях Заілійського Алатау, на висоті 1520—1750 метрів над рівнем моря, серед ялинових лісів. Оточене гірськими відрогами, що слугують природними кордонами урочища — на півночі це Кімасарскій гірський відріг, що розділяє басейни річок Кіші Алмати і Бутаковка, на сході — Кабиргатау, що розділяє ущелини річок Кимасар і Сарисай, на південному заході — гора Кумбель. Урочище перегороджує селезахисна гребля, покликана захистити Алмати від гірських грязекаменних потоків, нижче якої розташований високогірний спортивний комплекс для зимових видів спорту «Медеу».

## Загальні відомості
Гірські кліматичні особливості обумовлені розташуванням урочища на межі лісостепової та гірсько-лісової зон ґрунтового і рослинного покриву Заілійського Алатау. Середньомісячна температура січня — 4,3°С, червня + 18,1°С. Вище 1400 метрів падіння середньорічної температури повітря становить близько 0,66°С на кожні 100 м висоти. Період мінусової температури складає п'ять — сім місяців, середній безморозний період — 151 день. Сонячне сяйво 1596 годин на рік. Атмосферний тиск 610—630 мм рт. ст. Середньорічна вологість повітря 50-55 %. Річні опади — 834 мм. Вітри переважно гірсько-долинні. Середньорічна температура води в річці Кіші Алмати +5,1°С.
Рослинність — переважно тянь-шанська ялина, зустрічається осика, глід, горобина, береза. З 2006 року урочище Медеу, як геоморфологічний об'єкт включено до переліку об'єктів державного природно-заповідного фонду Казахстану національного значення. З 1980 року урочище входить до складу Медеуського адміністративного району Алмати. Під зону відпочинку відведено 21 тисяч гектарів території Медеу. Через урочище Медеу пролягає автошлях до урочища Минжілкі.

## Історична довідка
Сучасну назву урочище отримало за ім'ям власника пасовищ на Заілійському Алатау Медеу Пусирманули (1850—1908), волосного третього аулу Верненського повіту Малоалматинської волості. Згідно з архівними джерелами Медеу Пусирманули (Медеу Пусурманов) звертався до губернатора Семиріччя з проханням надати йому, Медеу, "місце на будівництво дерев'яних будинків біля ущелини Кім-асар, поруч з дачею генерала Колпаковського. У відповідь йому було оголошено, що він і його родичі можуть там «зводити житло і господарські будівлі та без будь-якого дозволу адміністрації».
Зросійщена назва урочища «Медео» виникла і отримала поширення завдяки російському радянському письменнику і військовому діячу Дмитру Фурманову: у 1920 році він підписав наказ про відкриття в урочищі зони відпочинку «з кумисолікувальнею в будівлі колишньої Лісової школи на Медео» (йдеться про будинки Лісової школи Медеу Пусирманули).